# نمایه هم‌پوشانی موریستا
نمایه هم‌پوشانی موریستا (به انگلیسی: Morisita's overlap index) که به نام ماساکی موریسیتا نام‌گذاری شده‌است، معیاری آماری برای پراکندگی افراد در یک جمعیت است. برای مقایسه هم‌پوشانی بین نمونه‌ها استفاده می‌شود (Morisita 1959). این فرمول بر این فرض استوار است که افزایش اندازه نمونه‌ها باعث افزایش تنوع می‌شود زیرا زیستگاه‌های مختلف (یعنی جانوران مختلف) را شامل می‌شود.